# حزب الخضر (السويد)
حزب البيئة - الخضر هو حزب سياسي في السويد.
تأسس الحزب في عام 1981.
المنظمة الشبابية للحزب هي Grön Ungdom.
في الانتخابات البرلمانية لعام 2006 حصل الحزب.91121 صوت (5.24%, 19 مقعد).
للحزب مقعد واحد في البرلمان الأوروبي.

## مواقع خارجية
- www.mp.se